# Haptische Technologie
Haptische Technologie beschreibt die Erzeugung haptischer Sinneseindrücke mit Hilfe elektronischer oder Computer-gestützter Baustücke. Zumeist werden dabei im Computer Kräfte aus der virtuellen Welt berechnet und über ein haptisches Ausgabegerät an den Menschen übermittelt.

## Überblick
Im Gegensatz zum grafischen Darstellung benötigt das haptische Darstellung eine wesentlich höhere Abtastrate im Bereich von 1 kHz.
Einsatzgebiete für das haptische Rendern sind:
- Schulung von Arbeitern
- Wartbarkeitsüberprüfung
- Erweiterte Realität

## Konferenzen
Es gibt zwei große internationale Konferenzen zum Thema. In Amerika trifft sich die Gemeinschaft seit 1992 beim Symposium on Haptic Interfaces. Das europäische Pendant, die EuroHaptics-Konferenz fand zum ersten Mal 2001 statt.